# Amazon Fire TV
Amazon Fire TV (stilizat anterior ca amazon fireTV) se referă la două generații de playere media digitale și microconsole dezvoltate de Amazon. Este un mic mediaplayer conceput pentru a transmite informatii audio/video digitale la un televizor de înaltă definiție. Dispozitivul, de asemenea, permite utilizatorilor să joace jocuri video cu telecomanda inclusă sau printr-o aplicație mobilă  ori opțional cu un controler de joc.
Prima generație a dispozitivului inclus cu 2 GB de RAM, MIMO dual-band Wi-Fi, și o telecomanda Bluetooth cu microfon pentru cautare vocala. Acesta suporta 1080p streaming și Dolby Digital Plus surround sound . Lansata pe 2 aprilie 2014, Amazon Fire TV (Generația 1) a fost disponibila pe piata în SUA pentru 99 de dolari și a fost lansata cu un joc video numit Sev Zero.
În 2015, Amazon Fire TV (a 2-a Generație) a fost lansat cu procesor îmbunătățit și cu 4K UHD.
Amazon Fire TV este, de asemenea, disponibil în Marea Britanie, Germania și Japonia.

## Design
Numele de cod a Fire TV a fost Bueller, numit dupa personajul din Ferris Bueller ' s Day Off.

## Fire TV Stick

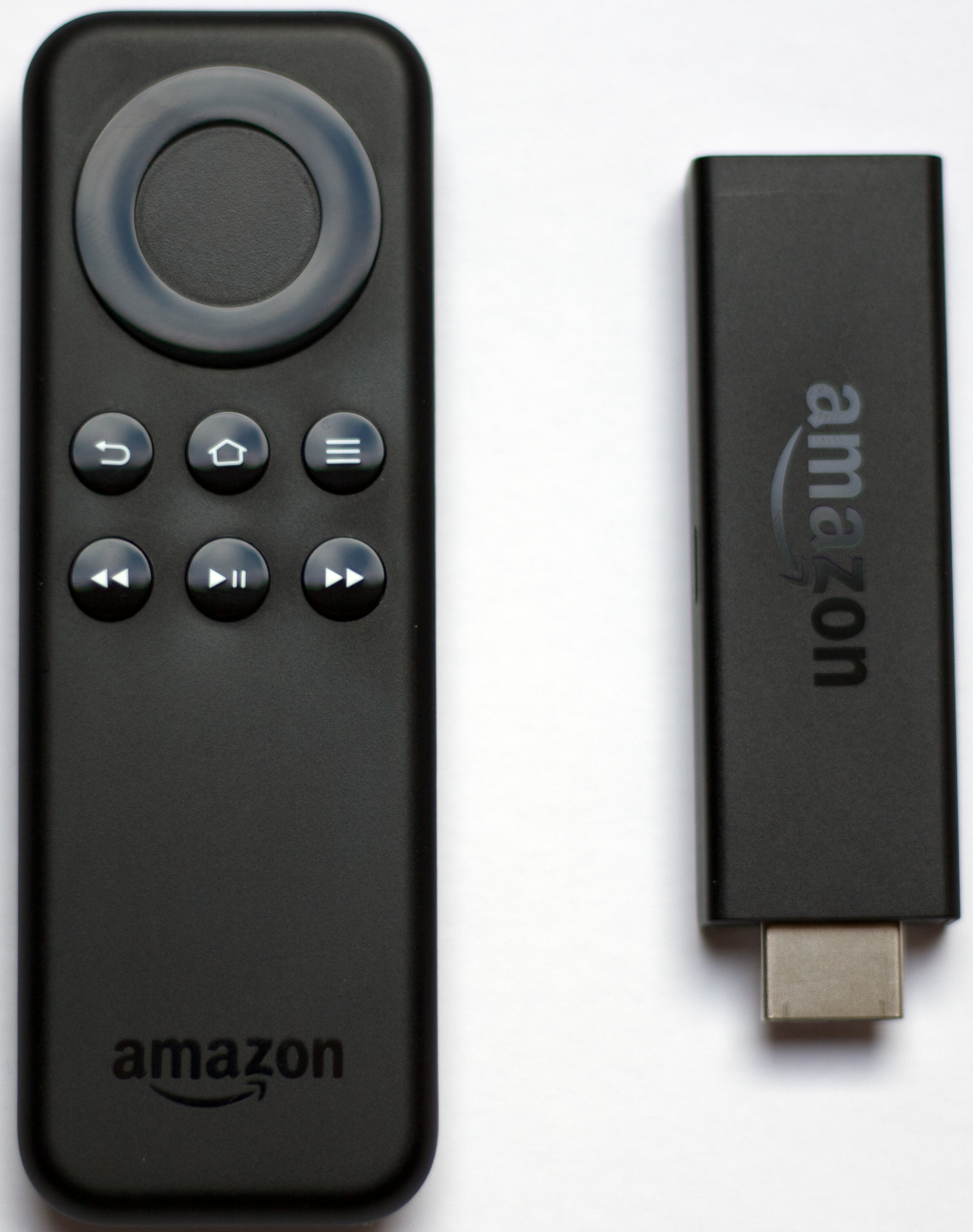
Prima generație de Fire TV Stick cu telecomandă (fără căutare vocala)

.